# مونرو (رمزارز)
مونرو یک ارز مجازی منبع باز رمزنگاری شده بر اساس رمزارز است که در مارس سال ۲۰۱۴ با تمرکز بر حفظ حریم شخصی با تمرکززدایی و مقیاس‌پذیری  ایجاد گردید. این ارز مجازی در سیستم‌عامل‌های لینوکس، ویندوز، مک‌اواس، اندروید و فری‌بی‌اس‌دی قابل اجرا می‌باشد.
مونرو با استفاده از یک دفتر کل به ثبت معاملات می‌پردازد؛ در حالی که واحدهای جدید از طریق یک فرایند به نام استخراج، ایجاد شده‌است. مونرو قصد دارد با هدف بهبود وضعیت موجود ارز رمزپایه، از طریق گمنام کردن فرستنده، گیرنده و مقدار هر معامله ایجاد شده و همچنین شرایط برابر برای فرایند استخراج این ارز، گام بردارد.

## طراحی
برخلاف بسیاری از ارزهای رمز پایه معروف که مشتق شده از بیت‌کوین هستند، مونرو بر اساس پروتکل CryptoNote بوده و دارای تفاوت‌های الگوریتمی قابل توجهی در ارتباط با مسدود کردن زنجیره بلوکی است. با ارائه سطح بالایی از حریم خصوصی، مونرو قابل تعویض است؛ به این معنی که هر واحد پول را می‌توان با واحد دیگری جایگزین کرد. این واحدها از یکدیگر قابل تشخیص نیستند، این باعث می‌شود که مونرو از سایر ارزهای رمز پایه عمومی مانند بیت‌کوین متفاوت باشد، که در آن آدرس‌هایی که قبلاً با فعالیت‌های ناخواسته همراه بوده وارد لیست سیاه شده و توسط اعضای شبکه رد می‌شد.

## جستار های وابسته
- دیجیتال نوت
- بیت کوین
- زنجیره بلوکی
- استخراج رمز ارز